# Neely Edwards
Neely Edwards (Delphos, 16 september 1883 – Woodland Hills, 10 juli 1965) was een Amerikaanse vaudeville-artiest en acteur.

## Biografie

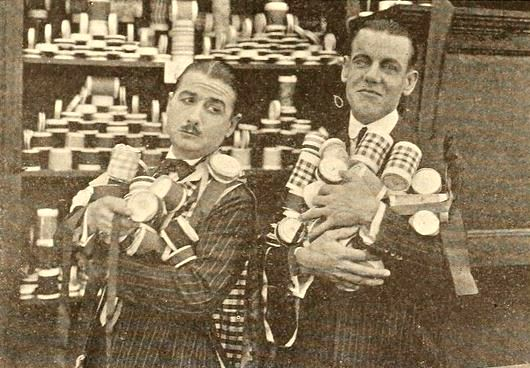
Neely Edwards en Edward Flanagan als de "Hall Room Boys" in 1919

Edwards werd geboren als Cornelius Limbach in Delphos (Ohio) op 16 september 1883. Hij verscheen in 174 films tussen 1915 en 1959. De eerste was als een niet-vermelde acteur in een Harold Lloyd-kortfilm.
Begin jaren 20 verschenen Edwards en zijn vaudeville-partner Edward Flanagan als de "Hall Room Boys" in enkele van de eerste kortfilms geproduceerd door Cohn-Brandt-Cohn Film Sales, het latere Columbia Pictures.  Van zijn gecrediteerde filmoptredens zijn er ongeveer 140 komische kortfilms, met name de "Nervy Ned"-filmpjes gemaakt voor Universal Pictures van 1922 tot 1924, waarin hij en Bert Roach een stel zwervers spelen die doorgaans in slapsticksituaties terechtkomen.
Zijn latere carrière werd gekenmerkt door bijrollen en karakterrollen. Edwards was getrouwd met actrice Marguerite Snow. Hij overleed op 10 juli 1965 in Woodland Hills (Los Angeles) op 81-jarige leeftijd.